# Zelenopillea, Zaporijjea
Zelenopillea (în ucraineană Зеленопілля) este un sat în comuna Malîșivka din raionul Zaporijjea, regiunea Zaporijjea, Ucraina.

## Demografie
Componența lingvistică a localității Zelenopillea
     Ucraineană (80%)
     Rusă (19,68%)
     Alte limbi (0,32%)
Conform recensământului din 2001, majoritatea populației localității Zelenopillea era vorbitoare de ucraineană (80%), existând în minoritate și vorbitori de rusă (19,68%).